# La Roncierův ostrov
La Roncierův ostrov (rusky Остров Ла-Ронсьер) je arktický ostrov ve východní části souostroví Země Františka Josefa v Severním ledovém oceánu. Pojmenován byl rakousko-uherskou expedicí k severnímu pólu po francouzském kapitánovi La Roncierovi Le Loury. Na některých mapách může být ostrov pojmenován jako Whitneyho ostrov, jak ho pojmenovala Zieglerova polární expedice na počátku 20. století.
Ostrov se nachází asi osm kilometrů severně od Wilczekovy země. Jeho rozloha je 478 km² a nejvyšší bod dosahuje výšky 431 m n. m. S výjimkou dvou malých oblastí na západě a severovýchodě je pokryt ledovým příkrovem Vostok-1.

## Sousední malé ostrovy
V průlivu mezi La Roncierovým ostrovem a Wilczekovou zemí je malý Geddesův ostrov dlouhý přibližně jeden kilometr. Pojmenován byl po skotském vědci Patriku Geddesovi, ale další jméno (Haydenův ostrov) získal po americkém geologovi F. V. Haydenovi.